# Delamarentulus
Delamarentulus es un género de Protura en la familia Acerentomidae.

## Especies
- Delamarentulus barrai Tuxen, 1979
- Delamarentulus pachychaetus Tuxen, 1979
- Delamarentulus tristani (Silvestri, 1938)